# Hipoteza podziału grupy
Hipoteza podziału grupy (ang. the group-splitting hypothesis of schizophrenia) – jedna z hipotez starających się wyjaśnić etiologię schizofrenii, korzystająca z założeń psychiatrii ewolucyjnej.
Psychiatria ewolucyjna to dziedzina psychiatrii opisująca zachowania człowieka z ewolucyjnego punktu widzenia. Zwraca ona uwagę, że ośrodkowy układ nerwowy ukształtował się dzięki procesom doboru naturalnego, a rozwijane dzięki niemu zachowania podlegają prawom doboru, jak inne cechy, różniąc się wartością przystosowawczą. Genetyczne podłoże schizofrenii nie ulega obecnie wątpliwości. Jednakże cechy takie jak zaburzenia czy choroby psychiczne (do których zaliczana jest schizofrenia) nie wydają się korzystne, zmniejszają możliwości uzyskania sukcesu reprodukcyjnego. Z jednej strony schizofrenia niesie za sobą niską pozycję w grupie społecznej i zmniejszenie szans na powielenie własnych genów, z drugiej zaś geny te stale utrzymują się w populacji, utrzymując częstość schizofrenii na około 1%, co określa się jako centralny paradoks schizofrenii. Po raz pierwszy próbę ewolucyjnego wyjaśnienia tego zjawiska podjęli w 1964 Huxley, Mayr, Osmond i Hoffer.
Problem ten próbuje się rozwiązać, postulując, że cechy związane z pojawianiem się zaburzeń czy chorób psychicznych miały wartość adaptacyjną w przeszłości. Pomimo braku źródeł historycznych pozwalających postawić rozpoznanie zgodnie z obowiązującymi współcześnie kryteriami DSM schizofrenię uznaje się za bardzo stare zjawisko. Pewne źródła nasuwają podejrzenie przypadków tej choroby już w starożytnej Mezopotamii. Hipoteza podziału grupy upatruje jej początków jeszcze wcześniej. Choroba ta musi liczyć przynajmniej 60 000 lat – czasu, w którym od reszty światowej populacji oddzielili się przodkowie dzisiejszych rdzennych mieszkańców Australii. Większość cech gatunku ludzkiego, zarówno fizycznych jak i psychicznych, wytworzyła się w okresie pomiędzy 100 000 a 10 000 lat temu, kiedy bytował on w środowisku adaptacji ewolucyjnej. Człowiek prowadził wtedy zbieracko-łowiecki tryb życia, tworząc grupy liczące kilkadziesiąt osób. Ówczesne warunki życia znacząco różniły się od obecnych. Liderem takiej grupy osobników, osobą o wyjątkowo dużych szansach powielenia własnego materiału genetycznego poprzez płodzenie licznych dzieci, zostawała z większym prawdopodobieństwem osoba o pewnych szczególnych cechach. Lider musiał mieć charyzmę, mógł też pełnić funkcję przywódcy religijnego. Osoba obdarzona charyzmą, o zachowaniu w pewnym stopniu „schizofrenicznym”, o pewnych cechach osobowości schizoidalnej, łatwiej zrywała więzi z dotychczasową grupą i dotychczasowym przywódcą, pociągając za sobą osoby, które tworzyły jej własną grupę.
Wynika z tego, że pewne mechanizmy, które normalnie pełnią swe adaptacyjne funkcje, mogą w pewnych warunkach wyzwolić się spod kontroli mechanizmów regulacyjnych organizmu. Ryzyko rozwoju schizofrenii zależy w rzeczywistości od współdziałania licznych genów. Pewne ich kombinacje mogą okazać się korzystne, a tylko niektóre, ekstremalne, prowadzić do rozwoju choroby. Mutatis mutandis można porównać do jednogenowego dziedziczenia anemii sierpowatokrwinkowej, w którym posiadanie jednego zmutowanego allela chroni przed zachorowaniem na malarię, ale już homozygota tego allelu wywołuje niedokrwistość. Analogicznie w przypadku wielogenowego dziedziczenia ryzyka rozwoju schizofrenii zbyt duża ilość pewnych genów może wpływać na rozwój choroby. Tak więc nosiciele cech schizoidalnych, ludzie o osobowościach schizotypowych, paranoidalnych czy granicznych, zostawaliby liderami małych grup ludzkich, dzięki czemu doczekiwaliby się oni licznego potomstwa i rozprzestrzeniali w populacji geny, które – dopiero w pewnych układach – mogłyby przejawiać się w skrajnym natężeniu cech i rozwoju choroby.
Oprócz roli przywódcy grupy osoby o cechach schizoidalnych mogły również wchodzić w rolę szamana. Halucynacje czy też urojenia interpretowano by jako wyraz łączności ze światem nadprzyrodzonym, objawy negatywne zaś, takie jak wycofanie, wiązano by z częściowym przebywaniem w innym świecie. Osoba taka, łącznik pomiędzy grupą a światem duchowym, konsolidowałaby niewielką społeczność. W efekcie grupa taka byłaby faworyzowana przez dobór naturalny względem innych grup, nieposiadających własnego szamana. Szamanizm bywa nawet uznawany za niezbędny dla utrzymania spójności takiej grupy. Istnieje hipoteza upatrująca w omamach imperatywnych normy na pewnym etapie rozwoju języka.